# Ashton Irwin
Ashton Fletcher Irwin (Hornsby, 7 luglio 1994) è un cantautore e musicista australiano. Diventato famoso in quanto componente della band 5 Seconds of Summer, in cui è autore, cantante e batterista, nel 2020 ha dato il via alla sua carriera da solista pubblicando l'album Superbloom.

## Biografia e carriera

### Infanzia e adolescenza
Nato da padre statunitense e madre australiana, ha avuto un'infanzia abbastanza turbolenta a causa dell'abbandono da parte di lui e dell'alcolismo di lei. Irwin e sua madre hanno inoltre sofferto di problemi economici, al punto da avere serie difficoltà nel procurarsi da mangiare in alcuni momenti. La situazione è tuttavia migliorata quando la donna ha stabilito un legame affettivo con un altro uomo, un batterista che non solo ha fatto da padre a Irwin ma l'ha anche iniziato al mondo della musica, iniziando ad impartirgli lezioni di batteria; anche lo zio di Irwin suonava in una band. Negli anni delle scuole superiori, Irwin ha formato una band jazz-funk chiamata Swallow the Goldfish insieme ad alcuni compagni di classe. Successivamente ha studiato musica un solo anno all'università, interrompendo gli studi soltanto dopo aver ricevuto la proposta di entrare a far parte dei 5 Seconds of Summer.

### 5 Seconds of Summer
Irwin ha ricevuto la richiesta di entrare a far parte del gruppo da parte degli altri 3 componenti, che si conoscevano già ma avevano bisogno di un batterista per mettere su una vera e propria band. Il gruppo ha iniziato a caricare cover su YouTube e pubblicare degli EP autoprodotti, attirando così l'attenzione di Sony Music, che ha permesso loro di aprire un tour degli già noti One Direction. Successivamente hanno firmato un contratto con Capitol Records (Universal) e pubblicato il loro primo album. Il disco eponimo e i relativi singoli hanno ottenuto un ottimo successo a livello globale e sono stati supportati anche da un tour e un album live. Dopo un secondo album dai risultati meno entusiasmanti, il gruppo ha raggiunto un successo anche superiore a quello del debutto con Youngblood, album trainato da una title track che è diventata uno dei più grandi successi internazionali del 2018 e uno dei singoli più acquistati di sempre in Australia. Il loro quarto album Calm è stato pubblicato nel 2020: seppur impossibilitati ad eseguire un tour per via della pandemia di Covid-19, il gruppo ha comunque promosso l'album con singoli e portato avanti iniziative benefiche relative proprio alla pandemia.

### Solista
Nel 2016 ha scritto per la prima volta canzoni non relative al progetto 5 Seconds of Summer, componendo 7 brani per l'album di Andy Black The Shadow Side. Ha successivamente scritto altri brani per Makeout, The Faim e lo stesso Black. Nel settembre 2020 ha inoltre annunciato la pubblicazione del suo primo album da solista Superbloom, pubblicato in maniera indipendente il 23 ottobre successivo. L'album raggiunge la posizione 37 nella classifica australiana. Ha successivamente pubblicato anche un album live intitolato Superbloom: A Live Experience. Sempre nel 2020 è stato premiato come "terzo miglior batterista vivente al mondo" dalla rivista MusicRadar.

## Vita privata
A causa principalmente dei problemi di sua madre con l'alcolismo, Irwin ha dichiarato più volte di temere di cadere anche lui in tale vortice. L'artista ha inoltre dichiarato di essere effettivamente diventato preda dell'alcolismo durante i 2 anni di pausa dei 5 Seconds of Summer, tuttavia nell'aprile 2020 ha dichiarato di essere completamente sobrio da 10 mesi. L'artista ha inoltre spesso affermato che nel mondo della musica non si presta abbastanza attenzione alla salute mentale degli artisti.

## Discografia

### Da solista

#### Album in studio
- 2020 – Superbloom
- 2024 – Blood on the Drums

#### Album dal vivo
- 2020 – Superbloom: A Live Experience

#### Singoli
- 2020 – Skinny Skinny
- 2020 – Have U Found What Ur Looking For
- 2020 – Scar
- 2020 – Heart Shaped Box

### 5 Seconds of Summer
- 2014 – 5 Seconds of Summer
- 2015 – Sounds Good Feels Good
- 2018 – Youngblood
- 2020 – Calm
- 2022 – 5SOS5